# Bravski Vaganac (Bosanski Petrovac, BiH)
Bravski Vaganac je naseljeno mjesto u općini Bosanski Petrovac, Federacija Bosne i Hercegovine, BiH.

## Zemljopis
Grupa sela na obodu Bravskog polja jednim imenom se zovu Bravsko. Najbliže Bosanskom Petrovcu je Bravski Vaganac, koji je na južnoj strani Bravskog polja. Udaljen je od ceste Bosanski Petrovac - Ključ, nasuprot Grmeču, a ispod Srnetice, odnosno njenih uzvišenja: Lisina, Crijemušarica, Banjački vrh, Krstasti vrh i Kukerda. Selo je podijeljeno na dva dijela, Vaganac i Lerkovac, ali su kuće uglavnom razbacane. Voda nedostaje jer nema ni jednog izvora. Koriste se bunari koji skupljaju vodu, a za stoku su iskopane lokve.

## Povijest
Na izlazu iz sela pronađen rimski miljokaz, koji je obilježavao rimsku cestu od Dalmacije do doline Sane.
Nakon potpisivanja Daytonskog mirovnog sporazuma izdvojeno je istoimeno naseljeno mjesto koje je pripalo općini Petrovac koja je ušla u sastav Republike Srpske.

## Stanovništvo

### 1991.
Nacionalni sastav stanovništva 1991. godine, bio je sljedeći:
ukupno: 98
- Srbi - 97
- Jugoslaveni - 1

### 2013.
Nacionalni sastav stanovništva 2013. godine, bio je sljedeći:
ukupno: 16
- Srbi - 16